# الزراعة في بيلاروس (روسيا البيضاء)

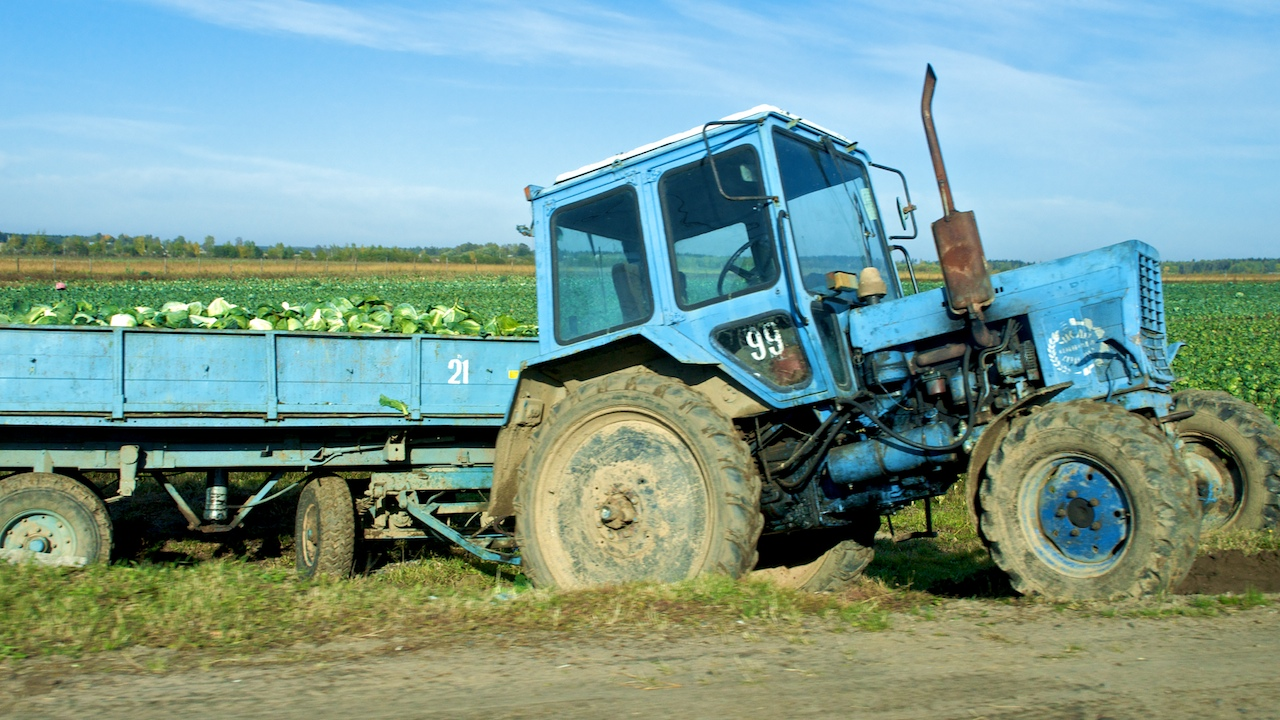

يمكن تقسيم الزراعة في بيلاروس إلى قسمين : الإنتاج الحيواني وإنتاج المحاصيل. ويفوق إنتاج المحاصيل الإنتاج الحيواني بشكل طفيف الحيواني في مزيج منتجات البلاد ، حيث يمثل إنتاج المحاصيل حوالي 55 ٪ من إجمالي الناتج الزراعي منذ عام 1995.
وشكلت الزراعة 7.9 ٪ من الناتج المحلي الإجمالي في عام 2013 ، بينما في نفس العام كان هذا القطاع يمثل 3 ٪ فقط من الناتج المحلي الإجمالي في الاتحاد الأوروبي.
المنتجات ذات الأصل الحيواني بشكل رئيسي هي لحم الخنزير ولحم البقر والدواجن . يوجد في بيلاروسيا حوالي 1.5 مليون بقرة ، لكن إنتاج الحليب منخفض نسبيًا (أقل من 3000 كجم لكل بقرة سنويًا).
منتجات المحاصيل الرئيسية في بيلاروسيا هي الشعير والجاودار والشوفان والقمح ، وكذلك البطاطا والكتان وبذور اللفت والشمندر السكري. تشغل الحبوب والبقوليات (الشعير والجاودار بشكل أساسي) 41٪ من المساحة المزروعة و 43٪ أخرى تحت المحاصيل المستخدمة في العلف الحيواني كما تشغل البطاطس والخضروات 11٪ من المساحة المزروعة والمحاصيل الصناعية (بنجر السكر والكتان وبعض بذور اللفت) النسبة المتبقية 4٪.

## مُلخص
وقد وصف البعض بيلاروس بأنها بطيئة في إصلاح الأراضي مقارنة ببلدان رابطة الدول المستقلة الأخرى. ومع ذلك ، انخفضت حصة المزارع الجماعية والمزارع الحكومية التقليدية في الأراضي الزراعية من 94٪ في عام 1991 إلى 83٪ في عام 2004 حيث انتقل ما يقارب من مليون هكتار إلى المزارع العائلية في عملية الإصلاح الانتقالي.
كم أنّ حصة المزارع العائلية زادت من الإنتاج الزراعي من أقل من 25٪ في عام 1990 إلى (40 -50)٪ في العقد الأول من القرن الحادي والعشرين. وبلغ عدد مما يُسمى بمزارع الفلاحين ، التي بدأت في الظهور جنبًا إلى جنب مع قطع الأراضي المنزلية التقليدية منذ عام 1991 ،وبلغت 2500 في عام 2004 مع متوسط حجم 72 هكتار (مقارنة بأقل من 1 هكتار لمتوسط قطعة أرض منزلية).
لم يتغير عدد المزارع الجماعية والحكومية كثيرًا ، حيث انخفض من 2500 في عام 1990 إلى 2250 في عام 2003. خلال عقد من الزمن أصبح متوسط المزرعة أصغر بكثير وهذا سمح للقطاع الزراعي بالتخلص من نصف قوته العاملة بين عامي 1990 و 2003 ، من 896 عاملاً لكل مزرعة في عام 1990 إلى 463 في عام 2003. تظل الأراضي الزراعية مملوكة للدولة ، كما كان الحال في الاتحاد السوفيتي ، باستثناء الأراضي الموجودة في قطع الأراضي المنزلية الصغيرة التي تمت خصخصتها بموجب تشريع خاص.
لم تكن هناك تحولات كبيرة في عدد الحيوانات بين المزارع الجماعية والعائلية منذ الاستقلال في عام 1995: قطاع المزارع الأسرية (قطع الأراضي المنزلية بشكل رئيسي) يسيطر على (11 - 16)٪ من إجمالي قطيع الماشية و (30-40)٪ من الخنازير بين 1980 و 2005. من ناحية أخرى ، أصبحت الدواجن مُركزَّة إلى حد كبير في المزارع الجماعية ، حيث انخفضت حصة المزارع العائلية من أكثر من 40٪ في الثمانينيات إلى أقل من 30٪ منذ عام 1995.
انخفضت حصة الزراعة في الناتج المحلي الإجمالي من 11.6٪ في عام 2000 إلى 7.4٪ في عام 2007 ، بينما انخفضت حصة الزراعة في إجمالي العمالة من 14.1٪ إلى 9.9٪ خلال نفس الفترة.
إذ يُعتبر الانخفاض في العمالة الزراعية اتجاهاً طويل الأمد تعود إلى أوائل التسعينيات ، كانت حصة الزراعة عالية تصل إلى 19٪ من عدد العاملين.
كما يتوازى انخفاض العمالة الزراعية مع اتجاهات التحضر العامة ، حيث تنخفض نسبة سكان الريف في بيلاروس بشكل طردي بمرور الوقت.

## إنتاج الثروة الحيوانية
تم تقليل إنتاج الحبوب عن طريق الإنتاج الزراعي التجاري في قرى لوبيك.